# Вайтвей
Вайтвей (англ. Whiteway) — містечко в Канаді, у провінції Ньюфаундленд і Лабрадор.

## Населення
За даними перепису 2016 року, містечко нараховувало 373 особи, показавши зростання на 27,3%, порівняно з 2011-м роком. Середня густина населення становила 16,5 осіб/км².
З офіційних мов обидвома одночасно володіли 10 жителів, тільки англійською — 360. Усього 5 осіб вважали рідною мовою не одну з офіційних.
Працездатне населення становило 62,1% усього населення, рівень безробіття — 22,2% (33,3% серед чоловіків та 14,3% серед жінок). 100% осіб були найманими працівниками, а 0% — самозайнятими.
Середній дохід на особу становив $41 776 (медіана $26 688), при цьому для чоловіків — $50 315, а для жінок $32 201 (медіани — $42 240 та $19 424 відповідно).
29,3% мешканців мали закінчену шкільну освіту, не мали закінченої шкільної освіти — 22,4%, 48,3% мали післяшкільну освіту, з яких 17,9% мали диплом бакалавра, або вищий.
| Статево-вікова структура населення | Статево-вікова структура населення | Статево-вікова структура населення | Статево-вікова структура населення | Статево-вікова структура населення |
| ---------------------------------- | ---------------------------------- | ---------------------------------- | ---------------------------------- | ---------------------------------- |
|                                    |                                    |                                    |                                    |                                    |
| Всього                             | Всього                             | 48,0%52,0%                         |                                    |                                    |
| 0 — 14 років                       | 0 — 14 років                       |                                    | 10,7%                              | 10,7%                              |
| 15 — 64 років                      | 15 — 64 років                      |                                    | 60%                                | 60%                                |
| 65 і більше                        | 65 і більше                        |                                    | 29,3%                              | 29,3%                              |
| 85 і більше                        | 85 і більше                        |                                    | 5,3%                               | 5,3%                               |
| 100 і більше                       | 100 і більше                       |                                    | 1,3%                               | 1,3%                               |
| Середній вік (років)               | Середній вік (років)               | 45,953,5                           | 49,8                               | 49,8                               |
| Медіана (років)                    | Медіана (років)                    | 50,856,5                           | 52,6                               | 52,6                               |
| — чоловіки — жінки                 |                                    |                                    |                                    |                                    |

| Походження мешканців:     | Походження мешканців:     | Походження мешканців: | Походження мешканців: | Походження мешканців: |
| ------------------------- | ------------------------- | --------------------- | --------------------- | --------------------- |
| Походження                |                           |                       | осіб                  | %                     |
| Корінні американці        | Корінні американці        |                       | 10                    | 3.23%                 |
| Інше північноамериканське | Інше північноамериканське |                       | 250                   | 80.65%                |
| Європейське               | Європейське               |                       | 90                    | 29.03%                |
| британське                | британське                |                       | 90                    | 29.03%                |

| Зайнятість населення за галузями (за класифікацією NOC): | Зайнятість населення за галузями (за класифікацією NOC): | Зайнятість населення за галузями (за класифікацією NOC): | Зайнятість населення за галузями (за класифікацією NOC): | Зайнятість населення за галузями (за класифікацією NOC): |
| -------------------------------------------------------- | -------------------------------------------------------- | -------------------------------------------------------- | -------------------------------------------------------- | -------------------------------------------------------- |
|                                                          |                                                          |                                                          |                                                          |                                                          |
| Управління                                               | Управління                                               |                                                          | 11,1%                                                    | 11,1%                                                    |
| Бізнес, фінанси та адміністрування                       | Бізнес, фінанси та адміністрування                       |                                                          | 8,3%                                                     | 8,3%                                                     |
| Освіта, правозахист, муніципальні та урядові служби      | Освіта, правозахист, муніципальні та урядові служби      |                                                          | 11,1%                                                    | 11,1%                                                    |
| Роздрібна торгівля та послуги                            | Роздрібна торгівля та послуги                            |                                                          | 19,4%                                                    | 19,4%                                                    |
| Гуртова торгівля, транспорт та обладнання                | Гуртова торгівля, транспорт та обладнання                |                                                          | 36,1%                                                    | 36,1%                                                    |
| Природні ресурси, сільське господарство                  | Природні ресурси, сільське господарство                  |                                                          | 5,6%                                                     | 5,6%                                                     |
| Виробництво                                              | Виробництво                                              |                                                          | 5,6%                                                     | 5,6%                                                     |

## Клімат
Середня річна температура становить 4,9°C, середня максимальна – 19,2°C, а середня мінімальна – -9,8°C. Середня річна кількість опадів – 1 440 мм.
| Клімат поселення                              | Клімат поселення | Клімат поселення | Клімат поселення | Клімат поселення | Клімат поселення | Клімат поселення | Клімат поселення | Клімат поселення | Клімат поселення | Клімат поселення | Клімат поселення | Клімат поселення | Клімат поселення |
| Показник                                      | Січ.             | Лют.             | Бер.             | Квіт.            | Трав.            | Черв.            | Лип.             | Серп.            | Вер.             | Жовт.            | Лист.            | Груд.            |                  |
| Середній максимум, °C                         | 0,27             | −0,48            | 2,32             | 6,48             | 10,83            | 15,20            | 18,09            | 19,20            | 15,22            | 10,62            | 6,20             | 1,56             |                  |
| Середня температура, °C                       | −4,37            | −5,12            | −2,32            | 1,84             | 6,19             | 10,57            | 14,97            | 16,06            | 12,09            | 7,49             | 3,08             | −1,55            |                  |
| Середній мінімум, °C                          | −9,02            | −9,77            | −6,97            | −2,81            | 1,54             | 5,92             | 11,87            | 12,96            | 8,98             | 4,37             | −0,04            | −4,66            |                  |
| Норма опадів, мм                              | 135              | 121              | 116              | 112              | 98               | 99               | 101              | 95               | 134              | 152              | 138              | 139              |                  |
| Середньомісячна швидкість вітру, м/с          | 7.54             | 7.04             | 6.71             | 6.13             | 5.44             | 5.09             | 4.94             | 4.96             | 5.50             | 6.19             | 6.72             | 7.34             |                  |
| Середньомісячна сонячна радіація, кДж/м²·день | 3865             | 6701             | 10585            | 14013            | 17118            | 19147            | 18977            | 15980            | 12027            | 7124             | 4080             | 3014             |                  |
| --------------------------------------------- | ---------------- | ---------------- | ---------------- | ---------------- | ---------------- | ---------------- | ---------------- | ---------------- | ---------------- | ---------------- | ---------------- | ---------------- | ---------------- |
| Джерело:                                      |                  |                  |                  |                  |                  |                  |                  |                  |                  |                  |                  |                  |                  |